# Princezna Ukok

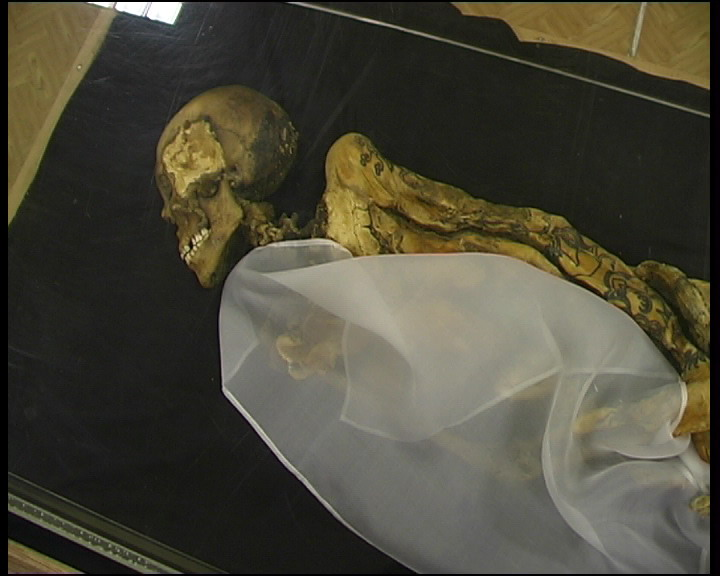
Princezna Ukok

Princezna Ukok (Altajská princezna, Oči-bala – podle stejnojmenného altajského hrdinského eposu Alexeje Kalkina) je jméno, které od novinářů a také od obyvatel Altajské republiky dostala mumie přibližně 25leté ženy. Její tělo bylo nalezeno během archeologických vykopávek na pohřebišti Ak-Alacha v roce 1993. Příčinou smrti pak byla rakovina prsu. Podle pověr původního obyvatelstva Altaje je princezna, kterou také nazývají Ak-Kadyn (Bílá paní), ochránkyní klidu a strážkyní vrat do podzemí, přes ní pak neprošlo zlo nižších světů.

## Historie nálezu
Natálie Polosmak a Anatolij Děrevjanko se domnívají, že Altaj mohl být místem, kde se z indoevropské mytologie zrodila verze mýtu o fantastických ptácích neboli ochráncích zlata. Svojí verzi autoři opírají o interpretaci následujících slov Herodota:
| „                                  | …Aristeás, syn Kaystrobiův z Prokonnésu, praví ve svém eposu, že ho Foibos osvítil a on se odebral k Issédonům. Za Issédony prý sídlili Arimaspové, což byli lidé jednoocí, a dále pak ptáci nohové, kteří střežili zlato; Hyperboreové pak sídlili až k moři. | “ |
| — Herodotos, Dějiny, kniha IV., 13 | |   |

Autoři uvedené domněnky ztotožňují sousedy „jednookých lidí“, kteří se nazývali „gryfy střežící zlato“ Aristea, s lidmi pazyrykské kultury, protože v pazyrykské mytologii hrál obraz gryfa s orlí hlavou mimořádnou roli. Ve staročínských zdrojích jsou také zmínky o „teritoriálně blízkém obyvatelstvu Altaje“.
Poprvé začal zmrzlé hrobky Altaje zkoumat v roce 1865 Vasilij Radlov. Vykopávky mohyly Ak-Alacha-3 na náhorní plošině Ukok (Republika Altaj), v níž byla pohřbena takzvaná princezna, začala v roce 1993 doktorka historických věd Natália Polosmak, archeoložka z Novosibirsku. Mohyla je částečně rozpadlý památník, který se už v dávnověku snažili vyloupit zloději. Ve 20. století byl památník zničen kvůli stavbě pohraniční silnice. Na začátku vykopávek byla mohyla v polorozbořeném stavu a vypadala zdevastovaně. V 60. letech, v době konfliktu s Čínou, byl v této oblasti postaven bunkr, na jehož stavbu byl použit materiál z mohyl.
V mohyle se našel hrob z doby železné, pod nímž se nacházel ještě jeden starší hrob. Během vykopávek archeologové našli dřevěnou rakev plnou ledu, ve které leželo tělo princezny. Díky tomu se mumie zachovala v dobrém stavu. Hrob pod ní byl zahrazen vrstvou ledu. Tento jev probudil v archeolozích velký zájem hlavně proto, že v těchto podmínkách se mohly dobře uchovat velmi cenné prastaré artefakty. Pohřební komoru otevírali několik dní zahříváním ledu, přitom se snažili nepoškodit její obsah. V komoře bylo nalezeno šest koní se sedly a postroji a dřevěná schránka z modřínu zatlučená bronzovými hřeby. Obsah poukazoval na význam pohřbené osoby. Výzkum ukázal, že se artefakty vztahují k období pazyrykské kultury Altaje. Mohyly byly zhotoveny mezi 5. – 3. stoletím př. n. l. Badatelé se domnívají, že současná populace severo-altajského antropologického typu, pod který spadají severní Altajci, Teleuté, horští Šorci, a také Barabinští Tataři, jsou potomky nositelů pazyrykské kultury. Analýza z roku 2001 ukázala, že představitelům pazyrykské kultury jsou, podle mitochondriálního DNA, nejblíže dnešní Selkupové a Ketové.

## Popis mumie
Mumie ležela na boku s pokrčenýma nohama. Na jejích rukách byla nalezena mnohočetná tetování. Měla na sobě bílou hedvábnou košili, bordó kožešinovou sukni, ponožky z plsti a kožich. Velmi zajímavý byl její speciální účes, zhotovený z kožešiny, plsti a vlastních vlasů, a vysoký 90 cm. Všechen její oděv byl vyroben kvalitně což dokládá o jejím vysokém společenském statusu. Zemřela ve velmi mladém věku (přibližně jí bylo 25 let) na rakovinu mléčné žlázy. Při výzkumu byl objeven nádor v hrudi a metastáze. Princezna pocházela z vyšších pazyrykských kruhů, což dokazuje i velký počet (6) s ní pohřbených koní. Podle fragmentů lebky byla ve třech exemplářích vytvořena její podobizna. Jedna je uschována v muzeu v Novosibirsku, druhá byla na základě dohody předána Společnosti národního obrození Altaje, až do navrácení mumie po všech výzkumech. Třetí exemplář byl předán Puškinskému historickému muzeu v Moskvě.

## Místo nálezu
Po nálezu až do roku 2012 byla mumie uchovávána v muzeu při Institutu archeologie a etnografie Sibiřského oddělení Ruské akademie věd, Akademickém městečku v Novosibirsku, což vyvolalo protesty některých Altajců. Podle protestujících se měla princezna Ukok vrátit zpět na Altaj. Jedni si myslí, že by se mumie měla vrátit zpět na území Altajské republiky, druzí, že je nutné pohřbít jí zpět na původní místo. Od září 2012 je mumie uchována v novém sále Národního muzea Anochina (Republika Altaj, Gorno-Altajsk), který byl speciálně postaven pro uchování exponátu. Mumie leží v sarkofágu, který uchovává a kontroluje teplotu a vlhkost uvnitř. Kvůli exponátu byla postavena speciální přístavba.

## Spor o mumii
Dne 19. srpna roku 2014 Rada starších Republiky Altaj rozhodla, že se mumie pohřbí. Toto rozhodnutí bylo schváleno prezidentem Republiky Altaj Alexandrem Berdnikovem. Rozhodnutí o pohřbení mumie bylo spojeno s tím, že část obyvatelstva republiky pokládá exhumaci mumie za příčinu přírodních katastrof, které Altaj postihly za posledních 20 let. Především se tato exhumace stala příčinou zničujících povodní a silného krupobití, které postihlo Altaj koncem roku 2014. Dále pak Emílie Alexejevna Belekova, jménem ředitele Národního muzea Republiky Altaj A. V. Anochina, nesouhlasí s kompetencí Rady starších Republiky Altaj řešit tuto otázku. Připomněla, že k tomuto případu je kompetentní vyjadřovat se pouze Ministerstvo kultury Ruské Federace.
„Dnes je mumie princezny dočasně uchovaná u nás. Majitelem tohoto biologického objektu je muzeum archeologie a etnografie Sibiřského oddělení Ruské akademie věd v Novosibirsku. Mumii tedy uchováváme pouze dočasně.“, sdělila Belekova. Zmínila, že muzeum, stařešina a dokonce i samotná vláda nemohou nakládat s mumií podle svého uvážení tak jak chtějí bez svolení jejího majitele.
„Všechny nalezené předměty během výzkumu jsou federálním majetkem, a právě novosibirskému muzeu archeologie a etnografie jsou předané k časově neomezenému zkoumání. Tento případ by se měl řešit přes Ministerstvo kultury RF. To, že se stařešinové setkali a rozhodli, nemá žádnou právní moc.“, oznámila Belekova.
V prosinci roku 2015 se několik občanů Altaje obrátilo k Gorno-Altajskému městskému soudu s žalobou o pohřbení princezny, a žalovanou stranu se stalo muzeum, ve kterém je mumie uchovávána. Avšak soud se rozhodl žalobu zamítnout. Prezident duchovního centra turkických národů „Kin Altaj“, šaman Akaj Kine, který byl jedním z iniciátorů podání žaloby, podal revizi na rozhodnutí soudu. Slíbil při tom, že v případě dalšího odmítnutí se může dovolat i k mezinárodnímu soudu.

### Názor akademika Molodina
Akademik Vjačeslav Molodin charakterizoval situaci, že: „Není správné nazývat jí princeznou. Není to žádná princezna, ale představitelka středního kruhu pazyrykské společnosti. Rozruch kolem našeho nálezu vzniká tehdy, když se na Altaji něco děje jako např.: volby, zemětřesení, deficit místního rozpočtu. Právě v těchto chvílích je naše dáma terčem, aneb všechny pohromy se na Altaj svalují proto, že se princezna nachází v Novosibirsku, a ne na Altaji. Dokonce i politické strany tuto teorii používají ve svých kampaních: prý, vy nás volte a my vám za to vrátíme princeznu na Altaj. To je ovšem intrikánství nejnižší úrovně. Nejprve jsme se toho obávali, ale dnes se k tomu stavíme s naprostým klidem. Hned po výzkumu bude mumie vrácena na Altaj. Nejzajímavější je fakt, že tato mumie nebyla zdaleka první, která byla na Altaji nalezena a pak odsud odvezena. Ve třicátých a padesátých letech bylo během vykopávek pazyrykských mohyl nalezeno několik mumií, které jsou uloženy v Ermitáži. A naštěstí nikdo neusiluje o jejich navrácení. Přitom zde byly pohřbené osoby patřící do nejvyšších kruhů pazyrykské společnosti.“

## V kultuře

### Film
- Film Aljony Žarovskoj Pomsta altajské princezny, který vysílal První kanál, se charakterizuje velkým předstihem republikánských novin v počtu výmyslů a mystického galimatyáše.